# Elena Grandi
Pour les articles homonymes, voir Grandi.
Elena Eva Maria Grandi (née le 8 février 1960 à Milan) est une femme politique italienne, leader d’Europa Verde (Verts Europe), porte-parole de la Fédération des Verts et vice-présidente du Conseil municipal de Milan.